# Championnat d'Europe masculin de volley-ball des moins de 21 ans 2004
Navigation
Katowice 2002 Kazan 2006
Le 19e championnat d'Europe de volley-ball masculin des moins de 21 ans (Juniors) s'est déroulé du 4 septembre au 12 septembre 2004 à Zagreb (Croatie).

## Équipes qualifiées
| - Italie (1er Championnat d'Europe 2002) - France (2e Championnat d'Europe 2002) - Allemagne (3e Championnat d'Europe 2002) - Croatie (Pays Organisateur) - Russie (1er Groupe A TQCE) - Serbie-et-Monténégro (1er Groupe B TQCE) | - Pays-Bas (1er Groupe C TQCE) - Lettonie (1er Groupe D TQCE) - Tchéquie (2e Groupe A TQCE) - Espagne (2e Groupe B TQCE) - Bulgarie (2e Groupe C TQCE) - Hongrie (2e Groupe D TQCE) |

## Déroulement de la compétition

### Tour préliminaire

#### Composition des groupes
| Poule 1                                                                                        | Poule 2                                                                               |
| ---------------------------------------------------------------------------------------------- | ------------------------------------------------------------------------------------- |
| Site : Zagreb , hall Dom Odbojke Croatie Hongrie Italie Pays-Bas Tchéquie Serbie-et-Monténégro | Site : Zagreb , hall Dvorana Trnsko Allemagne Bulgarie Espagne France Lettonie Russie |

#### Poule 1
| No | Équipe               | Points | Matches | Matches | Matches | Sets | Sets   | Sets  | Points | Points | Points |
| No | Équipe               | Points | joués   | gagnés  | perdus  | pour | contre | Ratio | pour   | contre | Ratio  |
| -- | -------------------- | ------ | ------- | ------- | ------- | ---- | ------ | ----- | ------ | ------ | ------ |
| 1  | Pays-Bas             | 9      | 5       | 4       | 1       | 14   | 6      | 2.333 | 466    | 386    | 1.207  |
| 2  | Serbie-et-Monténégro | 9      | 5       | 4       | 1       | 13   | 7      | 1.857 | 462    | 423    | 1.092  |
| 3  | Italie               | 8      | 5       | 3       | 2       | 13   | 7      | 1.857 | 450    | 398    | 1.131  |
| 4  | Tchéquie             | 8      | 5       | 3       | 2       | 11   | 8      | 1.375 | 451    | 417    | 1.082  |
| 5  | Hongrie              | 6      | 5       | 1       | 4       | 4    | 12     | 0.333 | 322    | 374    | 0.861  |
| 6  | Croatie              | 5      | 5       | 0       | 5       | 0    | 15     | 0.000 | 222    | 375    | 0.592  |

#### Poule 2
| No | Équipe    | Points | Matches | Matches | Matches | Points | Points | Points | Sets | Sets   | Sets  |
| No | Équipe    | Points | joués   | gagnés  | perdus  | pour   | contre | Ratio  | pour | contre | Ratio |
| -- | --------- | ------ | ------- | ------- | ------- | ------ | ------ | ------ | ---- | ------ | ----- |
| 1  | Russie    | 9      | 5       | 4       | 1       | 14     | 4      | 3.500  | 430  | 363    | 1.185 |
| 2  | Allemagne | 9      | 5       | 4       | 1       | 12     | 4      | 3.000  | 385  | 335    | 1.149 |
| 3  | Bulgarie  | 8      | 5       | 3       | 2       | 9      | 9      | 1.000  | 399  | 390    | 1.023 |
| 4  | France    | 7      | 5       | 2       | 3       | 7      | 9      | 0.778  | 350  | 365    | 0.959 |
| 5  | Lettonie  | 7      | 5       | 2       | 3       | 8      | 11     | 0.727  | 398  | 425    | 0.936 |
| 6  | Espagne   | 5      | 5       | 0       | 5       | 2      | 15     | 0.133  | 325  | 409    | 0.795 |

### Tour final

#### Classement 5-8
|  | Tour de classement                             | Tour de classement                             |          |   | 5e place                                       | 5e place                                       |
|  | Tour de classement                             | Tour de classement                             |          |   | 5e place                                       | 5e place                                       |
|  |                                                |                                                |          |   |                                                |                                                |
|  | Zagreb, 11 septembre (23:25 23:25 25:14 24:26) | Zagreb, 11 septembre (23:25 23:25 25:14 24:26) |          |   | Zagreb, 12 septembre (24:26 25:22 22:25 17:25) | Zagreb, 12 septembre (24:26 25:22 22:25 17:25) |
|  | Zagreb, 11 septembre (23:25 23:25 25:14 24:26) | Zagreb, 11 septembre (23:25 23:25 25:14 24:26) |          |   | Zagreb, 12 septembre (24:26 25:22 22:25 17:25) | Zagreb, 12 septembre (24:26 25:22 22:25 17:25) |
|  | Italie                                         | 1                                              |          |   | Zagreb, 12 septembre (24:26 25:22 22:25 17:25) | Zagreb, 12 septembre (24:26 25:22 22:25 17:25) |
|  | Italie                                         | 1                                              |          |   | Zagreb, 12 septembre (24:26 25:22 22:25 17:25) | Zagreb, 12 septembre (24:26 25:22 22:25 17:25) |
|  | France                                         | 3                                              |          |   | Zagreb, 12 septembre (24:26 25:22 22:25 17:25) | Zagreb, 12 septembre (24:26 25:22 22:25 17:25) |
|  | France                                         | 3                                              | France   | 1 |                                                |                                                |
|  | Zagreb, 11 septembre (25:23 25:20 25:23)       |                                                | France   | 1 |                                                |                                                |
|  |                                                | Tchéquie                                       | 3        |   |                                                |                                                |
|  | Tchéquie                                       | Tchéquie                                       | 3        | 3 |                                                |                                                |
|  | Tchéquie                                       |                                                |          | 3 |                                                |                                                |
|  | Bulgarie                                       | 0                                              |          |   |                                                |                                                |
|  | Bulgarie                                       | 0                                              | 7e place |   |                                                |                                                |
|  |                                                |                                                |          |   |                                                |                                                |
|  | Zagreb, 12 septembre (20:25 19:25 25:21 19:25) |                                                |          |   |                                                |                                                |
|  |                                                |                                                |          |   |                                                |                                                |
|  | Italie                                         | 1                                              |          |   |                                                |                                                |
|  | Italie                                         | 1                                              |          |   |                                                |                                                |
|  | Bulgarie                                       | 3                                              |          |   |                                                |                                                |
|  | Bulgarie                                       | 3                                              |          |   |                                                |                                                |

#### Classement 1-4
|  | Demi-finales                                         | Demi-finales                             |                        |   | Finale                                         | Finale                                         |
|  | Demi-finales                                         | Demi-finales                             |                        |   | Finale                                         | Finale                                         |
|  |                                                      |                                          |                        |   |                                                |                                                |
|  | Zagreb, 11 septembre (25:19 25:22 25:22)             | Zagreb, 11 septembre (25:19 25:22 25:22) |                        |   | Zagreb, 12 septembre (21:25 26:28 25:23 24:26) | Zagreb, 12 septembre (21:25 26:28 25:23 24:26) |
|  | Zagreb, 11 septembre (25:19 25:22 25:22)             | Zagreb, 11 septembre (25:19 25:22 25:22) |                        |   | Zagreb, 12 septembre (21:25 26:28 25:23 24:26) | Zagreb, 12 septembre (21:25 26:28 25:23 24:26) |
|  | Pays-Bas                                             | 3                                        |                        |   | Zagreb, 12 septembre (21:25 26:28 25:23 24:26) | Zagreb, 12 septembre (21:25 26:28 25:23 24:26) |
|  | Pays-Bas                                             | 3                                        |                        |   | Zagreb, 12 septembre (21:25 26:28 25:23 24:26) | Zagreb, 12 septembre (21:25 26:28 25:23 24:26) |
|  | Allemagne                                            | 0                                        |                        |   | Zagreb, 12 septembre (21:25 26:28 25:23 24:26) | Zagreb, 12 septembre (21:25 26:28 25:23 24:26) |
|  | Allemagne                                            | 0                                        | Pays-Bas               | 1 |                                                |                                                |
|  | Zagreb, 11 septembre (25:22 25:21 19:25 17:25 17:19) |                                          | Pays-Bas               | 1 |                                                |                                                |
|  |                                                      | Russie                                   | 3                      |   |                                                |                                                |
|  | Serbie-et-Monténégro                                 | Russie                                   | 3                      | 2 |                                                |                                                |
|  | Serbie-et-Monténégro                                 |                                          |                        | 2 |                                                |                                                |
|  | Russie                                               | 3                                        |                        |   |                                                |                                                |
|  | Russie                                               | 3                                        | Match pour la 3e place |   |                                                |                                                |
|  |                                                      |                                          |                        |   |                                                |                                                |
|  | Zagreb, 12 septembre (25:15 23:25 25:20 25:21)       |                                          |                        |   |                                                |                                                |
|  |                                                      |                                          |                        |   |                                                |                                                |
|  | Allemagne                                            | 3                                        |                        |   |                                                |                                                |
|  | Allemagne                                            | 3                                        |                        |   |                                                |                                                |
|  | Serbie-et-Monténégro                                 | 1                                        |                        |   |                                                |                                                |
|  | Serbie-et-Monténégro                                 | 1                                        |                        |   |                                                |                                                |

## Classement final
| Place              | Équipe               |
| ------------------ | -------------------- |
| Médaille d'or      | Russie               |
| Médaille d'argent  | Pays-Bas             |
| Médaille de bronze | Allemagne            |
| 4                  | Serbie-et-Monténégro |
| 5                  | Tchéquie             |
| 6                  | France               |
| 7                  | Bulgarie             |
| 8                  | Italie               |
| 9                  | Lettonie             |
| 10                 | Hongrie              |
| 11                 | Espagne              |
| 12                 | Croatie              |

## Distinctions individuelles
- Meilleur joueur (MVP) :
- Meilleur marqueur :  Pavel Kruglov
- Meilleur attaquant :  Pavel Kruglov
- Meilleur serveur :
- Meilleur contreur :  Marcus Böhme
- Meilleur passeur :  Serguei Grankine
- Meilleur réceptionneur :  Emmanuel Ragondet
- Meilleur libero :  Jelte Maan